# José Cifuentes
José Adoni Cifuentes Charcopa (Esmeraldas, 1999. március 12. –) ecuadori válogatott labdarúgó, 2024-től a görög Árisz játékosa.

## Pályafutása

### Klubcsapatokban
Cifuentes az ecuadori Esmeraldas városában született. Az ifjúsági pályafutását az Independiente del Valle csapatában kezdte, majd az Universidad Católica akadémiájánál folytatta.
2016-ban mutatkozott be az Universidad Católica felnőtt keretében. 2017 és 2019 között az América de Quito csapatát erősítette kölcsönben. 2020. január 13-án négyéves szerződést kötött az észak-amerikai első osztályban szereplő Los Angeles együttesével. Először a 2020. március 1-jei, Inter Miami ellen 1–0-ra megnyert mérkőzés 76. percében, Francisco Ginella cseréjeként lépett pályára. Első gólját 2020. szeptember 3-án, a San Jose Earthquakes ellen hazai pályán 5–1-es győzelemmel zárult találkozón szerezte meg.

### A válogatottban
Cifuentes az U20-as és az U23-as korosztályú válogatottakban is képviselte Ecuadort.
2019-ben debütált a felnőtt válogatottban. Először a 2019. szeptember 6-ai, Peru ellen 1–0-ra megnyert mérkőzés 81. percében, Michael Estradat váltva lépett pályára.

## Statisztikák
2023. június 11. szerint
| Klub        | Szezon   | Osztály  | Bajnokság | Bajnokság | Kupa  | Kupa | Nemzetközi | Nemzetközi | Összesen | Összesen |
| Klub        | Szezon   | Osztály  | Meccs     | Gól       | Meccs | Gól  | Meccs      | Gól        | Meccs    | Gól      |
| ----------- | -------- | -------- | --------- | --------- | ----- | ---- | ---------- | ---------- | -------- | -------- |
| Los Angeles | 2020     | MLS      | 20        | 1         | 0     | 0    | 3          | 0          | 23       | 1        |
| Los Angeles | 2021     | MLS      | 32        | 5         | 0     | 0    | —          | —          | 32       | 5        |
| Los Angeles | 2022     | MLS      | 36        | 7         | 3     | 0    | 1          | 0          | 40       | 7        |
| Los Angeles | 2023     | MLS      | 13        | 0         | 0     | 0    | 7          | 1          | 20       | 1        |
| Összesen    | Összesen | Összesen | 101       | 13        | 3     | 0    | 11         | 1          | 115      | 14       |

### A válogatottban
| Válogatott | Év       | Pályára lépés | Gól |
| ---------- | -------- | ------------- | --- |
| Ecuador    | 2019     | 3             | 0   |
| Ecuador    | 2021     | 3             | 0   |
| Ecuador    | 2022     | 7             | 0   |
| Ecuador    | 2023     | 2             | 0   |
| Összesen   | Összesen | 15            | 0   |

## Sikerei, díjai
Los Angeles
- MLS
  - Bajnok (1): 2022

- CONCACAF-bajnokok ligája
  - Ezüstérmes (1): 2023